# Bjuv
Bjuv es una ciudad y sede del municipio de Bjuv, condado de Skåne, Suecia, con 6.832 habitantes en 2010. A día de hoy no se precisa de los habitantes exactos, pero se sabe que aproximadamente hay 11.000. 
Findus se ubicó en Bjuv antes de mudarse a Alemania y fabricar alimentos congelados para tiendas en todo el mundo.